# Mesochaetopterus sagittarius
Mesochaetopterus sagittarius är en ringmaskart som först beskrevs av Jean Louis René Antoine Édouard Claparède 1870.  Mesochaetopterus sagittarius ingår i släktet Mesochaetopterus och familjen Chaetopteridae. Inga underarter finns listade i Catalogue of Life.